# Les Deux Pigeons (balletto)
Les Deux Pigeons è un balletto originariamente coreografato in due atti da Louis Mérante e musicalmente composto da André Messager: è basato sull'omonima favola di Jean de La Fontaine. Fu mostrato per la prima volta all'Opéra national de Paris il 18 ottobre 1886 con il primo cast formato da Rosita Mauri e Marie Sanlaville che interpretavano rispettivamente Gourouli e Pépio.
Successivamente Frederick Ashton realizzò una propria versione del balletto, la quale venne mostrata in anteprima il 14 febbraio 1961 alla Royal Opera House con il cast formato da Lynn Seymour e Christopher Gable.

## Scenario
Lo spartito è dedicato a Camille Saint-Saëns, la cui influenza ha fruttato al meglio questo balletto. Messager lo ha eseguito a Londra nel 1906 con la coreografia di François Ambroisiny.

All'Opéra, nel 1919, è stata realizzata anche una versione di un atto coreografata da Albert Aveline, e nel 1942 Pépio venne interpretato per la prima volta da un uomo.

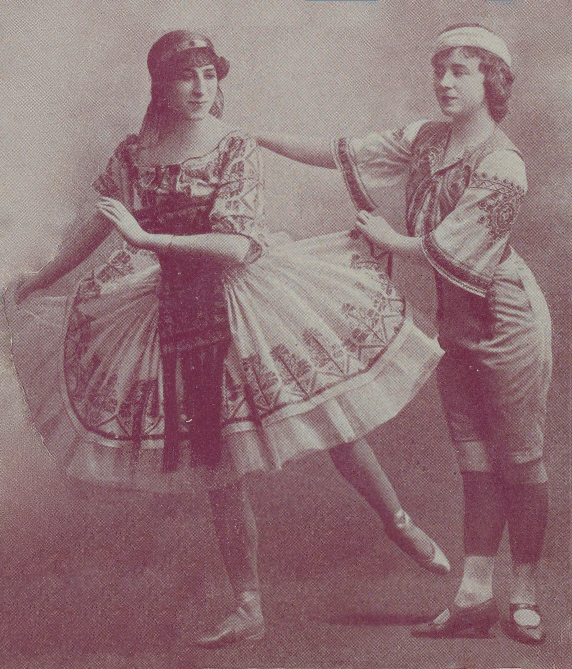
Carlotta Zambelli e Antonine Meunier in Les Deux Pigeons

## La trama
Il balletto è originariamente ambientato nel XVIII secolo a Thessaly… Pépio è scontento della sua vita con Gourouli.
All'inizio la loro relazione viene simboleggiata da un pas de deux che imita i piccioni che litigano per poi fare pace. Quando un gruppo di zingari visita il loro villaggio, Pépio viene sedotto dalla ciarda e flirta con la tetra Djali lasciando alle sue spalle la ormai vecchia relazione per unirsi a loro. La nonna di Gourouli le consiglia di seguirlo fingendosi una zingara (fornendo così un duplice ruolo alla protagonista). Nel primo atto lei appare con una parrucca rosa per far invaghire tutti, ma allo stesso tempo corrompe uno di loro per rendere miserabile la vita di Pépio. Non appena arriva la tempesta, gli zingari rapiscono quest'ultimo e scappano. Successivamente torna a casa castigato per chiedere scusa a Gourouli.
La versione di Ashton invece è ambientata a Parigi con ruoli principali anonimi, cioè il Giovane Uomo e la Giovane Donna. All'inizio un pittore francese prova a dipingere una modella inquieta, cioè la sua amante, che è seduta su una sedia decorata in ghisa. Il momento viene interrotto dall'arrivo di una banda di zingari quando verrà costretto a scegliere di unirsi a loro o di restare con la modella… sceglierà la prima opzione, essendo attratto dal loro stile di vita, ma subito dopo viene cacciato, e ritorna dall'amante riconciliandosi e continuando il ritratto che stava facendo.